# بينات برادوس
بينات برادوس دياز (بالإسبانية: Beñat Prados Díaz؛ مواليد 8 فبراير 2001) هو لاعب كرة قدم إسباني محترف يلعب كلاعب خط وسط مع نادي أتليتيك بلباو.

## المسيرة الكروية
ولد برادوس في بامبلونا، نافارا، وانضم إلى فريق الشباب في أتليتيك بلباو في يوليو 2015، قادماً من تكسانتريا [الإنجليزية]
. ظهر لأول مرة مع فريق المزرعة خلال موسم 2018–19، في دوري الدرجة الثالثة [الإنجليزية]
.
شارك برادوس لأول مرة مع الفريق الاحتياطي في 26 أكتوبر 2019، حيث دخل كبديل متأخر لـ أويهان سانسيت في فوز ساحق 4–1 على ريال فالادوليد بروميساس في دوري الدرجة الثانية ب. تم ترقيته بالتأكيد إلى الجانب B في يونيو 2020، وأصبح لاحقًا لاعبًا أساسيًا للفريق، حيث لعب في 25 مباراة (بما في ذلك المباريات الفاصلة) لموسم 2020–21، وسجل مرة واحدة في فوز 3–2 خارج أرضه على أموريبايتا في 6 فبراير 2021.
في 14 مايو 2021، جدد برادوس عقده حتى عام 2025. في يونيو، تم استدعاؤه من قبل المدير مارسيلينو للمشاركة في فترة ما قبل الموسم مع الفريق الرئيسي.
في 14 يوليو 2022، انتقل برادوس على سبيل الإعارة إلى نادي سيجوندا ديفيسيون سي دي ميرانديس لهذا الموسم. بدأ مشواره الاحترافي في 13 أغسطس، حيث بدأ في مباراة انتهت بالتعادل 1–1 على أرضه ضد سبورتينغ خيخون.
في 19 أغسطس 2023، ظهر لأول مرة في الدوري الإسباني مع أتليتيك في مسقط رأسه بامبلونا في ملعب إل سادار ضد أوساسونا، ليحل محل إيمانول في فوز 2–0. في 1 سبتمبر، بعد رحيل خافيير مارتون [الإنجليزية]
، تم تسجيله في تشكيلة الفريق الأول برقم «24». بعد بضعة أشهر لعب فيها أحيانًا كظهير أيمن أو قلب دفاع، في ديسمبر، حجز لنفسه مكانًا في وسط الملعب، مع العديد من العروض المثيرة للإعجاب.

## المسيرة الدولية
كان لاعباً دولياً في مختلف فئات الشباب بالمنتخب الإسباني. في عام 2017، حضر بطولة ودية مع فريق تحت 16 عامًا تحت إشراف المدرب سانتي دينيا. وكان أيضًا لاعبًا دوليًا في فئات تحت 18 عامًا وتحت 19 عامًا وتحت 20 عامًا.

## الإحصائيات
آخر تحديث 25 مايو 2025.
| النادي           | الموسم               | الدوري                           | الدوري | الدوري  | كأس الملك | كأس الملك | قاري   | قاري    | أخرى   | أخرى    | المجموع | المجموع |
| النادي           | الموسم               | الدرجة                           | الظهور | الأهداف | الظهور    | الأهداف   | الظهور | الأهداف | الظهور | الأهداف | الظهور  | الأهداف |
| ---------------- | -------------------- | -------------------------------- | ------ | ------- | --------- | --------- | ------ | ------- | ------ | ------- | ------- | ------- |
| باسكونيا         | 2018–19 [الإنجليزية] | دوري الدرجة الثالثة              | 24     | 3       | 0         | 0         | —      | —       | —      | —       | 24      | 3       |
| باسكونيا         | 2019–20 [الإنجليزية] | دوري الدرجة الثالثة              | 15     | 1       | 0         | 0         | —      | —       | —      | —       | 15      | 1       |
| باسكونيا         | المجموع              | المجموع                          | 39     | 4       | 0         | 0         | —      | —       | 0      | 0       | 39      | 4       |
| أثلتيك بلباو ب   | 2019–20 [الإنجليزية] | الدوري الإسباني الدرجة الثانية ب | 13     | 0       | —         | —         | —      | —       | 1      | 0       | 14      | 0       |
| أثلتيك بلباو ب   | 2020–21 [الإنجليزية] | الدوري الإسباني الدرجة الثانية ب | 23     | 1       | —         | —         | —      | —       | 2      | 0       | 25      | 1       |
| أثلتيك بلباو ب   | 2021–22              | الدوري الإسباني الدرجة الثالثة   | 33     | 3       | —         | —         | —      | —       | —      | —       | 33      | 3       |
| أثلتيك بلباو ب   | 2022–23 [الإنجليزية] | الدوري الإسباني الدرجة الثالثة   | 0      | 0       | —         | —         | —      | —       | —      | —       | 0       | 0       |
| أثلتيك بلباو ب   | المجموع              | المجموع                          | 69     | 4       | 0         | 0         | —      | —       | 3      | 0       | 72      | 4       |
| ميرانديس (إعارة) | 2022–23              | الدوري الإسباني الدرجة الثانية   | 39     | 0       | 2         | 0         | —      | —       | —      | —       | 41      | 0       |
| أثلتيك بلباو     | 2023–24              | الدوري الإسباني                  | 26     | 0       | 7         | 0         | —      | —       | —      | —       | 33      | 0       |
| أثلتيك بلباو     | 2024–25              | الدوري الإسباني                  | 30     | 1       | 1         | 0         | 12     | 1       | 1      | 0       | 44      | 2       |
| أثلتيك بلباو     | المجموع              | المجموع                          | 56     | 1       | 8         | 0         | 12     | 1       | 1      | 0       | 77      | 2       |
| الإجمالي         | الإجمالي             | الإجمالي                         | 203    | 9       | 10        | 0         | 12     | 1       | 4      | 0       | 229     | 10      |

1. 1 2  المشاركاتفي التصفيات المؤهلة إلى دوري الدرجة الثانية
2. ↑  المباريات في الدوري الأوروبي
3. ↑  المباريات في كأس السوبر الإسباني

## الإنجازات
أثلتيك بلباو
- كأس الملك (إسبانيا): كأس ملك إسبانيا 2023–24[19]

## وصلات خارجية
لا توجد روابط لمواقع التواصل الاجتماعي.

- Beñat Prados على موقع قاعدة بيانات كرة القدم.إي يو (الإنجليزية)
- Beñat Prados على موقع ليكيب (الفرنسية)
- Beñat Prados على موقع Soccerway.com (الإنجليزية)
- Beñat Prados على موقع عالم كرة القدم.نت (الإنجليزية)
- Beñat Prados على موقع GSA (الإنجليزية)
- بينات برادوس على BDFutbol
- بينات برادوس  على سكروي